# Lago Colico Airport
Lago Colico Airport är en flygplats i Chile.   Den ligger i provinsen Provincia de Cautín och regionen Región de la Araucanía, i den södra delen av landet, 600 km söder om huvudstaden Santiago de Chile. Lago Colico Airport ligger 349 meter över havet. Den ligger vid sjön Lago Colico.
Terrängen runt Lago Colico Airport är varierad. Runt Lago Colico Airport är det ganska glesbefolkat, med 22 invånare per kvadratkilometer..
I omgivningarna runt Lago Colico Airport växer i huvudsak blandskog.